# Femke Verstichelen
Femke Verstichelen (Aalst, 22 de marzo de 1984) es una ciclista profesional belga. Debutó como profesional en 2004 como hombre con el nombre de Dimitri Verstichelen -con un 46.º puesto en la Omloop van de Vlaamse Scheldeboorden-Bazel-Kruibeke como mejor puesto-; en 2017 debutó como profesional como mujer tras 5 años corriendo con ese sexo.
Tras su cambio de sexo a pesar de destacar en critériums belgas desde 2012 no tuvo la oportunidad de debutar como profesional con su nevo sexo hasta 2017 de la mano del Servetto Giusta, aunque pronto tuvo que dejar el equipo debido a desavenencias con el mismo que no llegaron a publicarse -de hecho no corrió ninguna carrera profesional con ese equipo-; por lo que finalmente recaló en el Bizkaia-Durango en abril con el que completó la temporada. En 2018 de nuevo recaló en el Servetto Giusta, renombrado por Servetto-Stradalli Cycle, abandonando de nuevo el equipo por "falta de medios y cuidados".

## Palmarés
No ha conseguido victorias como profesional.

## Resultados en Grandes Vueltas y Campeonatos del Mundo
Durante su carrera deportiva ha conseguido los siguientes puestos en las Grandes Vueltas femeninas y en los Campeonatos del Mundo en carretera:
| Carrera         | 2017 | 2018 | 2019 |
| --------------- | ---- | ---- | ---- |
| Giro de Italia  | -    | -    | -    |
| Tour de l'Aude  | X    | X    | X    |
| Grande Boucle   | X    | X    | X    |
| Mundial en Ruta | -    | -    | -    |

-: no participa

X: ediciones no celebradas

## Equipos

### Como hombre
- Flanders-Afin.com (2004)

### Como mujer
- Servetto Giusta (2017)[7]
- Bizkaia-Durango (2017)[8]
- Servetto-Stradalli Cycle (2018)[9]
- Memorial Santos (2019)
- Lviv Cycling Team[10] (2020)